# Entrañas
Entrañas é a terceira mixtape da produtora venezuelana de música eletrônica Arca . Foi lançado para download gratuito em 4 de julho de 2016 através da página SoundCloud da artista e no Mediafire. Apresenta contribuições de Total Freedom, Massacooraman e Mica Levi, também conhecido como Micachu. Embora 14 faixas estejam listadas, o conceito da mixtape é que as faixas em sequência formam uma faixa única.  
O videoclipe da faixa "Sin Rumbo" estreou um dia antes do lançamento do mixtape.

## Recepção critica
| Críticas profissionais | Críticas profissionais |
| Avaliações da crítica  | Avaliações da crítica  |
| Fonte                  | Avaliação              |
| ---------------------- | ---------------------- |
| Consequence of Sound   | B                      |
| Pitchfork              | 8.1/10                 |
| Resident Advisor       | [ 6 ]                  |
| Tiny Mix Tapes         | [ 7 ]                  |
| Vice (Expert Witness)  | A–                     |

Após o lançamento, Entrañas recebeu aclamação universal dos críticos de música. David Sackllah, crítico do Consequence of Sound,  descreveu o disco como composto por  "convenções viscerais puras, constantemente obliteradas" e que "a natureza frenética subjacente de Entrañas torna tudo ainda mais perturbador quando o mix atinge sua faixa final, 'Sin Rumbo', de quatro minutos".  Philip Sherburne, da Pitchfork, considerou a mixtape como "mais pesada e implacável" que o lançamento anterior de Arca, Mutant (2015), descrevendo-a como uma "gravação por excelência da Arca, que combina prazer, terror, beleza e feiúra das formas mais emocionantes possíveis." 

## Prêmios
| Publicação     | Prêmio                                      | Ano  | Posição | Ref.   |
| -------------- | ------------------------------------------- | ---- | ------- | ------ |
| Pitchfork      | Os 20 melhores álbuns experimentais de 2016 | 2016 | —       | [ 9 ]  |
| Tiny Mix Tapes | 2016: Melhores 50 lançamentos               | 2016 | 4       | [ 10 ] |

## Lista de faixas
| N.º            | Título                                     | Duração |  |
| 1.             | "Pérdida"                                  | 0:59    |  |
| 2.             | "Torero"                                   | 1:27    |  |
| 3.             | "Culebra"                                  | 1:31    |  |
| 4.             | "Vicar"                                    | 1:31    |  |
| 5.             | "Cement Garden Interlude"                  | 0:42    |  |
| 6.             | "Baby Doll" (com Mica Levi)                | 2:30    |  |
| 7.             | "Lulled"                                   | 1:51    |  |
| 8.             | "Think Of" (com Mica Levi e Massacooraman) | 2:38    |  |
| 9.             | "Clocked"                                  | 0:39    |  |
| 10.            | "Pargo"                                    | 1:37    |  |
| 11.            | "Turnt" (com Total Freedom)                | 0:25    |  |
| 12.            | "Girasol"                                  | 2:26    |  |
| 13.            | "Fount"                                    | 2:28    |  |
| 14.            | "Sin Rumbo"                                | 4:19    |  |
| Duração total: | Duração total:                             | 25:02   |  |

- A faixa "Cement Garden Interlude" contém uma amostra do discurso de Charlotte Gainsbourg do filme The Cement Garden, de 1993.
- A faixa "Baby Doll" contém uma amostra de "Beatrix", música escrita e interpretada pela banda Cocteau Twins em seu álbum Treasure, de 1984.
- "Think Of" contém uma amostra de "Boyfriend", música interpretada por Ashlee Simpson em seu álbum de 2005, I Am Me.

## Equipe
- Arca - performance, produção
- Mica Levi - performance (faixas 6 e 8)
- Massacooraman - performance (faixa 8)
- Total Freedom - performance (faixa 11)
- Jesse Kanda - artwork